# Иммерфолл, Дэн
Дэниел Джеймс «Дэн» Иммерфолл (англ. Daniel James 'Dan' Immerfall; род. 14 декабря 1955, Мадисон) — американский конькобежец. Бронзовый призёр зимних Олимпийских игр 1976 года, участник зимних Олимпийских игр 1980 года, серебряный призёр чемпионата мира в спринтерском многоборье, 4-кратный призёр США, рекордсмен США.

## Биография
Дэн Иммерфолл родился в Мадисоне и уже в 6 лет участвовал в гонке на коньках, спонсируемой «the Wisconsin State Journal» в надежде, что его фотография появится в газете. После впечатляющей победы его нанял Клуб конькобежного спорта Мадисона Кроме того он старших классах школы был звездой лёгкой атлетики, становился лучшим спринтером в Мэдисоне и одним из лучших в штате.
В возрасте 16 лет Иммерфолл стал участвовать в чемпионатах США и в 1973 год стал 8-м на чемпионате страны в многоборье. После чего на дебютном чемпионате мира в спринтерском многоборье занял 13-е место.
В 1974 году Дэн выиграл чемпионат США в спринтерском многоборье и на чемпионате мира в спринтерском многоборье финишировал 26-м, а ещё через год поднялся на 9-е место.
В феврале на зимних Олимпийских играх в Инсбруке 20-летний Иммерфолл завоевал бронзовую медаль в забеге на 500 метров, уступив только советским спортсменам Валерию Муратову и Евгению Куликову. Также занял 12-е место на 1000 метров. В марте стал серебряным призёром на чемпионате мира в спринтерском многоборье в Берлине, где проиграл только шведу Юхану Гранату.
В феврале 1977 года дебютировал на чемпионате мира в классическом многоборье, заняв только 25-е место, следом на чемпионате мира в спринтерском многоборье занял 9-е место. Дэн продолжал участвовать на спринтерских чемпионатах мира до конца карьеры в 1984 году, но его лучшим результатом стало 8-е место в 1979 году. На национальных чемпионатах попадал в призы вплоть до 1982 года.
На зимних Олимпийских играх в Лейк-Плэсиде Дэн Иммерфолл занял 5-е место на дистанции 500 метров. В 1983 году он выиграл чемпионат США в классическом многоборье и был первым на дистанциях 500 и 1000 метров. В 1984 году не смог пройти квалификацию на Олимпиаду-84, заняв 4-е место в беге на 500 метров. После чемпионате мира в спринтерском многоборье, где он занял 17-е место, завершил карьеру спортсмена и начал карьеру тренера.

## Карьера тренера и судьи
В 1988 году на Олимпийских играх он был в качестве помощника тренера в составе сборной США по конькобежному спорту. Позже был техническим координатором Национальной ассоциации конькобежцев США. На зимних Олимпийских играх в 2006 и в 2014 годах был судьёй Международного союза конькобежцев и судил соревнования по конькобежному спорту среди женщин и среди мужчин соответственно.

## Награды
- 1980 год — награждён за спортивные достижения в течение года в Клубе спортивной славы Мэдисона.
- 15 мая 1987 года — включён в Национальный зал славы конькобежного спорта США в Саутгейте, штат Мичиган.[5]